# 房屋經理註冊管理局
房屋經理註冊管理局（英語：Housing Managers Registration Board）為2000年4月1日根據香港法例第550章《房屋經理註冊條例》而成立的法定機構，負責專業房屋經理的註冊，對註冊專業房屋經理的專業操守的紀律管制及有關事宜訂定條文。

## 管理局成員
管理局的成員包括主席，副主席及不多於14名成員。
- 主席　　李春犁先生
- 副主席　張晶揚先生
- 司庫　　羅躍添先生

## 管理局的職能
1. 設置和備存一份註冊專業房屋經理註冊紀錄冊。
2. 訂定和檢討註冊為註冊專業房屋經理的資格標準及有關連的註冊事宜並將該等資格標準及註冊事宜發布週知。
3. 就註冊事宜向政府及香港房屋經理學會提供意見。
4. 審查和核實申請註冊為註冊專業房屋經理的人士的資格。
5. 接收、審查、接納或拒絕要求註冊為註冊專業房屋經理的申請或要求將註冊專業房屋經理的註冊續期的申請。
6. 按照《房屋經理註冊條例》處理違紀行為。
7. 備存管理局的工作程序及帳目的妥善紀錄。
8. 執行《房屋經理註冊條例》所規定的其他職能。

## 外部連結
- 房屋經理註冊管理局 （页面存档备份，存于）
- 香港房屋經理學會 （页面存档备份，存于）
- 英國特許房屋經理學會亞太分會 （页面存档备份，存于）
- 香港物業管理公司協會有限公司 （页面存档备份，存于）